# Combat Integrated Releasable Armor System (CIRAS)

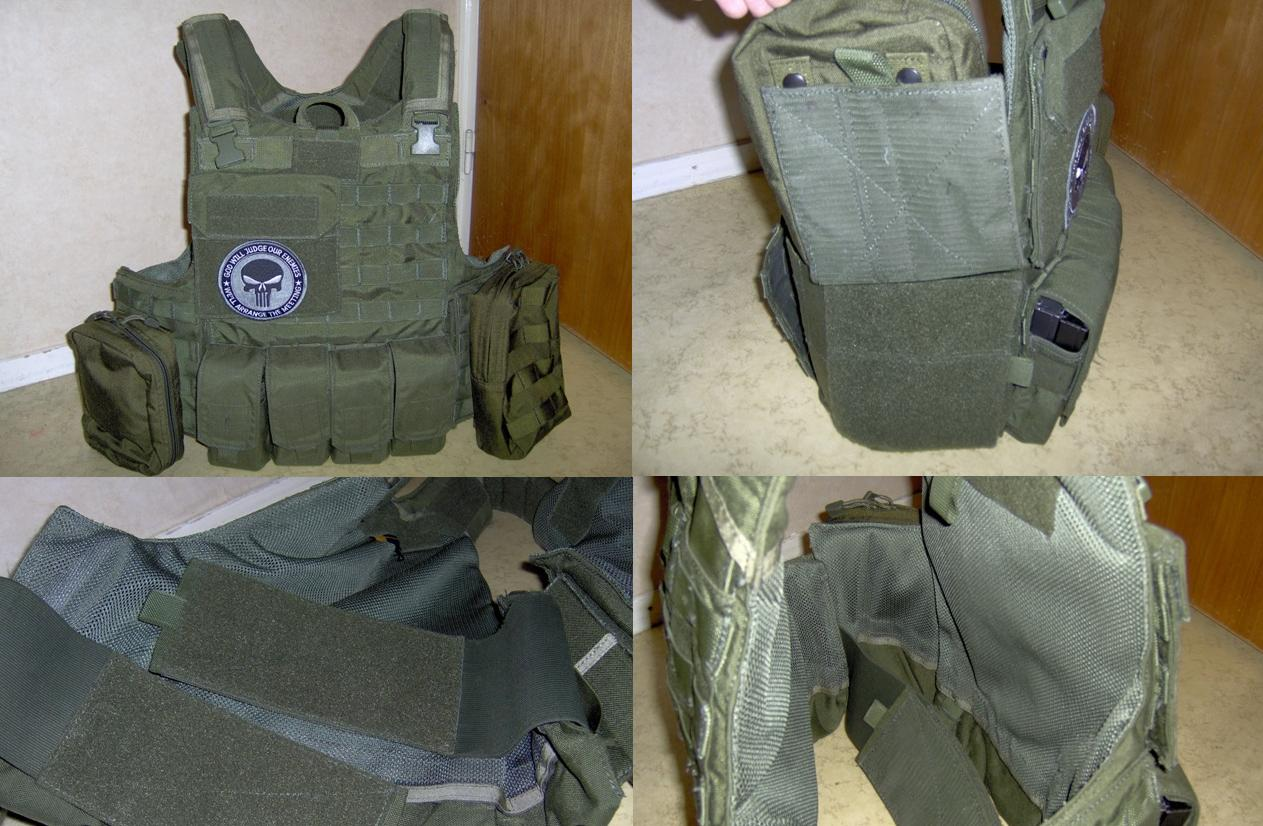
Una réplica del modelo CIRAS Maritime

El sistema CIRAS (En ingles, Combat Integrated Releasable Armor System,   "Sistema de armadura liberable integrado de combate"  en español) es un chaleco protector modular diseñado para las Fuerzas de Operaciones Especiales de EE. UU. por Eagle Industries. El chaleco es actualmente el nuevo sistema FSBE II y ha reemplazado a los FSBE AAV . Cuenta con correas PALS, lo que lo hace compatible con MOLLE y permite la fijación de varias bolsas o accesorios. Hay dos versiones del chaleco disponibles, conocidas como versión "land" y "maritime". El chaleco consta de paneles delanteros y traseros con bolsillos para paneles de armadura blanda cortados con BALCS o SPEAR y placas SAPI (En ingles, Small Arms Protective Insert, Inserto protector de armas pequeñas, en español) estándar. Esto proporciona al usuario protección hasta nivel NIJ IV en la parte delantera y trasera y protección nivel IIIA en los laterales. En la parte inferior trasera de la parte delantera del chaleco, hay dos hebillas de liberación rápida para colocar la protección de la ingle. Los lados del usuario están cubiertos por un fajín externo, que también está cubierto con cinta PALS. El cuerpo del chaleco está fabricado con nailon Cordura de 1000 deniers y el interior está forrado con una malla resistente para ayudar a refrescar al usuario.
La diferencia entre las versiones “Land” y “Maritime” es cómo se fija el faja exterior en la parte delantera y dónde se encuentra el sistema de liberación rápida. Ambos vienen con una faja interna que se superpone sobre el estómago y se asegura con velcro.

### Versión Maritime
La versión "Maritime" tiene un panel central sólido y dos solapas laterales con paneles de velcro debajo de ellas. Cada lado de la faja se fija al velcro en su lado correspondiente. El sistema de liberación está ubicada en la parte superior del panel frontal, cerca del cuello del usuario, lo que permite un uso ambidiestro. Esta versión proporciona al usuario una sección amplia e ininterrumpida de cinta en el centro del chaleco que permite colocar bolsas para múltiples cargadores en el centro del cuerpo para un fácil acceso. 

### Versión Land
En la versión Land, la faja externa envuelve y se superpone sobre el estómago del usuario y está asegurada debajo de una sola solapa central en lugar de las dos solapas laterales de la versión "Maritime". El sistema de liberación del chaleco "Land" se encuentra en el lado izquierdo del panel frontal, justo encima de donde se envuelve la faja. Esta versión interrumpe la cantidad de correas continuas en el frente del usuario, pero permite equipar el chaleco con una faja diferente que tiene bolsillos adicionales para placas laterales de 6x8". La adición de estas placas puede brindar al chaleco protección completa de Nivel IV para todo el torso, lo que significa que el chaleco puede detener disparos de rifle desde todos los lados en lugar de solo desde el frente y la espalda.

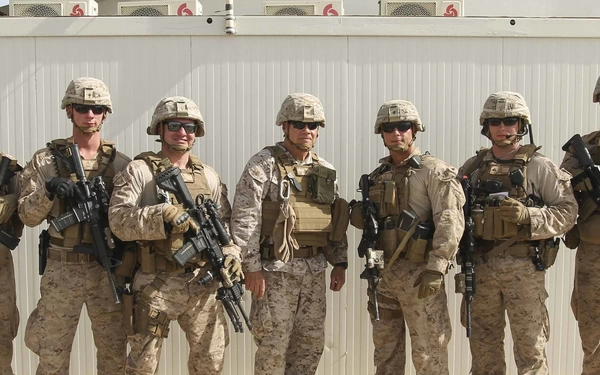
El comandante del Cuerpo de Marines, el general Robert B. Neller, posa para una foto con infantes de marina en Shorab, Afganistán, el 28 de junio de 2018. En el equipamiento se logra apreciar que los marines usan el chaleco CIRAS.

Además, tanto la versión “Land” como la “Maritime” pueden equiparse con cobertura adicional para el cuello, bíceps, deltoides y, como se mencionó anteriormente, la zona de la ingle. Estos insertos proporcionan una cobertura de hasta Nivel IIIA, excepto la ingle, que tiene una placa de Nivel IV disponible.
Las críticas a este chaleco incluyen su peso cuando está completamente cargado con placas e insertos, su falta de "respiración" debido a su cobertura y la dificultad para ponérselo uno mismo.
Hay variaciones de color para el CIRAS en color caqui, verde ranger, verde oliva, negro, marrón coyote, UCP y multicam, y el número de fabricante para los bienes de consumo no tiene un número de contrato.
El MAR-CIRAS es un porta placas elegido por el USSOCOM (BALCS-R), como los Rangers del Ejército que utilizan el CIRAS en verde ranger. Muchos operadores SEAL utilizan el MAR-CIRAS en color caqui.

## Función de lanzamiento
Ambas versiones del CIRAS vienen con un cable de liberación rápida; con un tirón, se libera un cable de acero que sujeta las fajas interna y externa y las correas de los hombros en su lugar, lo que permite quitar rápidamente el chaleco. Esto se utiliza para procedimientos de descontaminación, necesidades de acceso médico y emergencias acuáticas en las que el peso del chaleco puede provocar que el usuario se ahogue a menos que se lo quite rápidamente. Esta última razón fue la iniciativa principal detrás del diseño de chalecos de liberación rápida, ya que un accidente de helicóptero en 1999 provocó que varios marines estadounidenses se ahogaran porque no pudieron quitarse todas las capas de armadura y equipo de carga lo suficientemente rápido. En el momento en que se presentó este chaleco, era una característica única, pero desde entonces se ha replicado en varios otros chalecos. El chaleco actual utiliza un sistema simplificado para fijar y liberar los componentes del chaleco, lo que hace que el reensamblaje sea más rápido y sencillo. El cable de acero del chaleco está asegurada con un velcro para evitar tirones accidentales.

## Usuarios
- Armenia: Usado limitadamente por las Fuerzas armadas de Armenia
- Chile: Cuerpo de Infantería de Marina de Chile
- Irak
- Líbano[1]
- Turquía: Comando de fuerzas especiales usa chalecos CIRAS
- Estados Unidos